# 이색선생묘일원
이색선생묘일원(李穡先生墓一圓)은 대한민국 충청남도 서천군 기산면 영모리에 있는 조선시대의 이색 선생의 묘이다. 1993년 11월 12일 충청남도의 기념물 제89호로 지정되었다.